# Ribes nigrum
El casis (Ribes nigrum), también conocido como cassis, grosellero negro, zarzaparrilla negra o parrilla negra es un arbusto frondoso, no espinoso, de 1,50 m de alto.

## Descripción

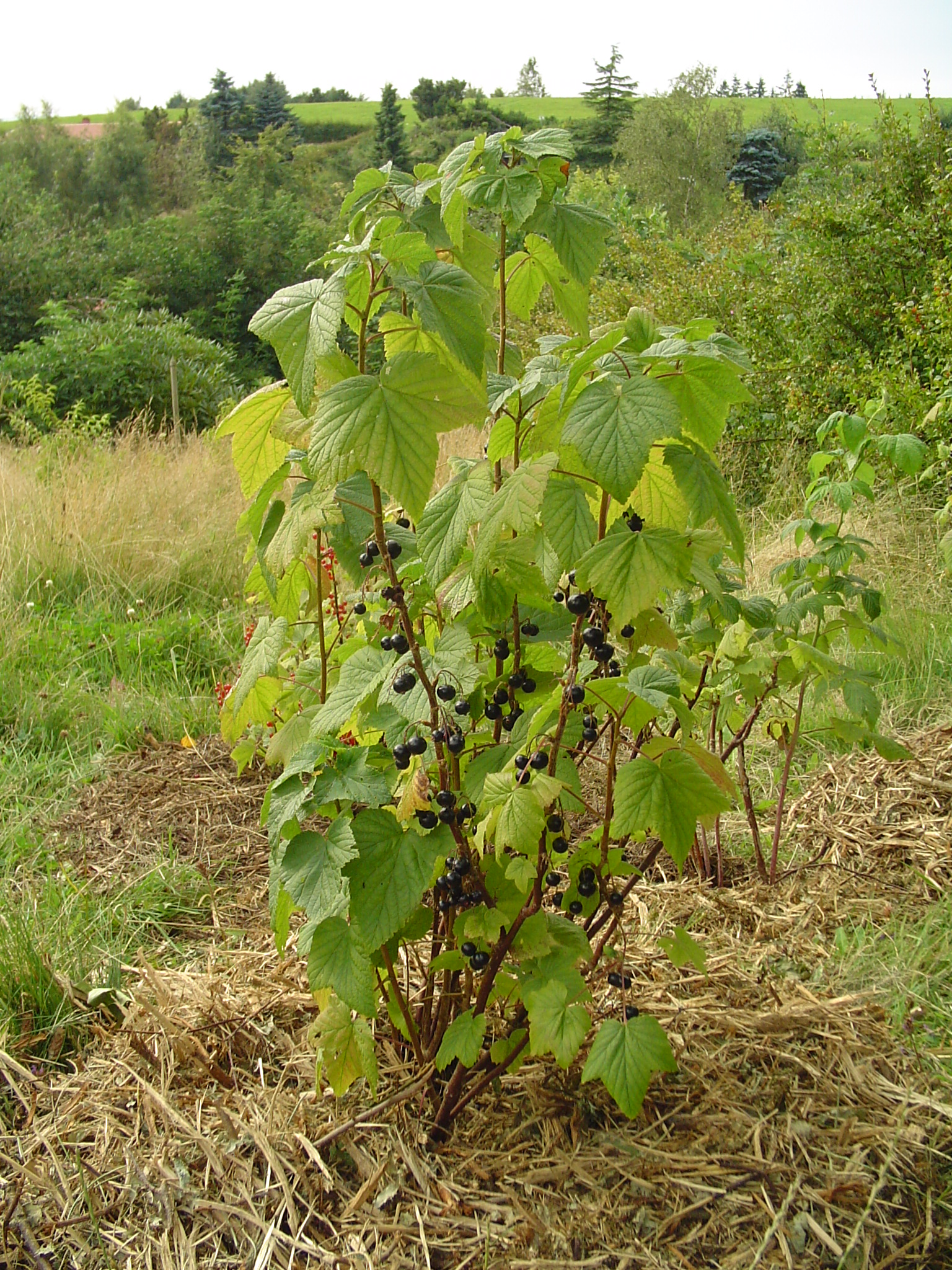
Casis o grosellero negro

Originario de Europa oriental y central, pertenece al mismo género del grosellero común y se parece mucho a él. Es un arbusto de tamaño mediano, que crece hasta 1,5 por 1,5 metros (5 por 5 pies). Las hojas son alternas, simples, de 3 a 5 cm (1 1⁄4 a 2 pulgadas) de ancho y largo con cinco lóbulos palmeados y un margen dentado y su envés es pálido con glándulas secretoras amarillas. Todas las partes de la planta son fuertemente aromáticas. Las flores son rojizas en el interior y verdosas por fuera, con cáliz. se producen en inflorescencias llamadas racimos de hasta 8 cm (3 pulgadas) de largo que contienen de diez a veinte flores, cada una de unos 8 mm (3⁄8 pulgadas) de diámetro. Cada flor tiene un cáliz velloso con glándulas amarillas,  de mayor tamaño que la corola ya que sus cinco lóulos son más largos que los pétalos discretos. Hay cinco estambres que rodean el estigma y el estilo y dos carpelos fusionados. Las flores se abren en sucesión desde la base de la ramita y en su mayoría son polinizadas por insectos, pero el viento distribuye algo de polen. Un grano de polen que cae sobre un estigma germinará y enviará un tubo polínico delgado por el estilo hasta el óvulo. En climas cálidos, esto demora alrededor de 48 horas, pero en climas fríos puede demorar una semana y, para ese momento, el óvulo puede haber pasado la etapa en la que es receptivo. Si se fertilizan menos de unos 35 óvulos, es posible que la fruta no pueda desarrollarse y caerá prematuramente. Las heladas pueden dañar tanto las flores abiertas como las cerradas cuando la temperatura desciende por debajo de −1,9 °C (28,6 °F). Las flores en la base de la ramita están más protegidas por el follaje y es menos probable que se dañen.
Su fruto es la grosella negra o zarzaparrilla negra, una baya que nace en racimo de granos de color púrpura muy oscuro o negros, pulposos, con piel lisa brillante, aromáticos y con muchas semillas, envueltos por los cálices de las flores de donde salen, que son persistentes. Un arbusto establecido puede producir alrededor de 4,5 kilogramos (10 libras) de fruta cada año. El zumo de grosella negra es negruzco, acidulado y aromático. La planta (hojas, brotes y frutos) es muy apreciada en Francia por su utilización en repostería, como bebida alcohólica y en perfumería.
Las plantas del norte de Asia a veces se distinguen como una variedad separada, Ribes nigrum var. sibiricum, considerada sinónimo de Ribes cyathiforme.

## Taxonomía

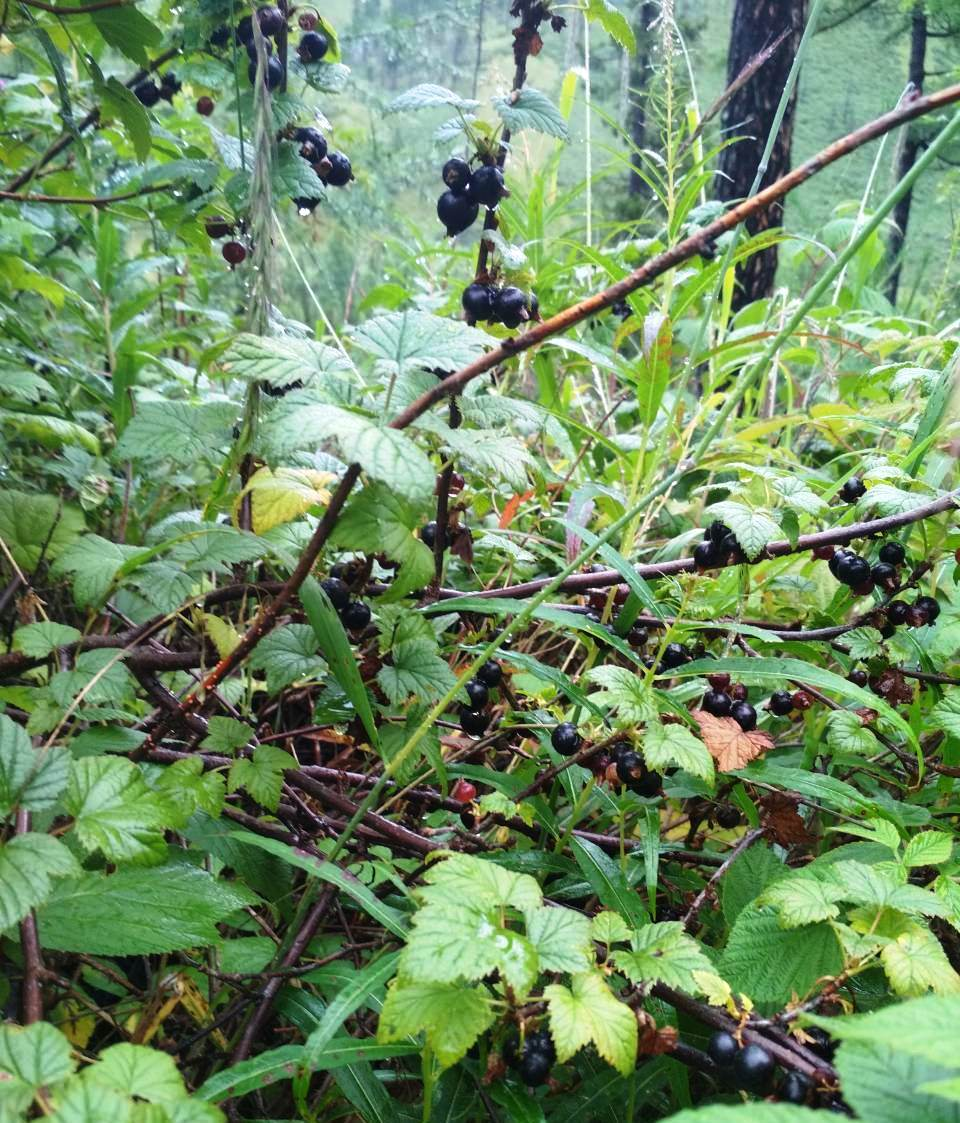
Grosella negra en las montañas del distrito Zakamensky Buriatia, Rusia.

Ribes nigrum fue descrita por Carlos Linneo y publicado en Species Plantarum 1: 201. 1753.
Etimología
Ríbes: nombre genérico que según parece proce del árabe rabas; en persa rawas y rawash = nombre en oriente de un ruibarbo (Rheum ribes L., poligonáceas). Se afirma que ribes figura por primera vez en occidente en la traducción que Simón Januensis hizo, en la segunda mitad del siglo XIII, del libro de Ibn Sarab o Serapión —Liber Serapionis aggregatus in medicinis simplicibus...— y que este nombre fue adoptado por las oficinas de farmacia. En todo caso, se aplicó a plantas diferentes, cuales son los groselleros (Ribes sp. pl.), quizá por sus frutos ácidos y por sus propiedades medicinales semejantes.
nigrum: epíteto latíno que significa «de color negro»
Sinonimia
- Botrycarpum nigrum (L.) A. Rich.
- Botrycarpum obtusilobum Opiz
- Grossularia nigra (L.) Rupr.
- Ribes cyathiforme Pojark.
- Ribes nigrum var. europaeum Jancz.
- Ribes nigrum var. pauciflorum (Turcz. ex Ledeb.) Jancz.
- Ribes olidum Moench
- Ribes pauciflorum Turcz. ex Ledeb.
- Ribesium nigrum (L.) Medik.[8]

## Historia
La grosella negra es originaria del norte de Europa y Asia. Se cree que el cultivo en Europa comenzó alrededor de las últimas décadas del siglo XVII. La decocción de las hojas, la corteza o las raíces también se usaba como remedio tradicional.
Durante la Segunda Guerra Mundial, la mayoría de las frutas ricas en vitamina C, como las naranjas, se volvieron difíciles de obtener en el Reino Unido. Dado que las bayas de grosella negra son una fuente rica de esta vitamina, y las plantas de grosella negra son adecuadas para el clima de las islas británicas, el gobierno alentó su cultivo y pronto el rendimiento de la cosecha nacional aumentó significativamente. A partir de 1942, el jarabe de grosella negra se distribuyó gratuitamente a los niños menores de dos años. Esto puede haber dado lugar a la popularidad duradera de la grosella negra como saborizante en Gran Bretaña.
En Gran Bretaña, el cultivo comercial está completamente mecanizado y se cultivan alrededor de 1400 hectáreas de la fruta, en su mayoría bajo contrato con la industria de jugos. Comercialmente, la mayor parte del cultivo a gran escala de grosellas negras se realiza en Europa oriental para el mercado de jugos y concentrados de jugos. A partir de 2017, se realizaron importantes esfuerzos de cultivo para mejorar las características de la fruta en Escocia, Nueva Zelanda y Polonia.
Las grosellas negras alguna vez también fueron populares en los Estados Unidos, pero se volvieron menos comunes después de que se prohibió el cultivo de grosellas a principios del siglo XX, cuando las grosellas negras, como vector de la roya ampolla del pino blanco, se consideraban una amenaza para la industria maderera local. La prohibición federal del cultivo de grosellas se trasladó a las jurisdicciones de los estados individuales en 1966 y se levantó en el estado de Nueva York en 2003 gracias a los esfuerzos del horticultor Greg Quinn. Como resultado, el cultivo de grosellas está resurgiendo en Nueva York, Vermont, Connecticut y Oregón.
Sin embargo, en agosto de 2021 todavía existían varias prohibiciones en otros estados. Dado que la prohibición federal estadounidense redujo la producción de grosellas a nivel nacional durante casi un siglo, la fruta sigue siendo en gran parte desconocida en los Estados Unidos y aún tiene que recuperar su popularidad anterior a los niveles disfrutados en Europa o Nueva Zelanda. Debido a su sabor único y su riqueza en polifenoles, fibra dietética y nutrientes esenciales, la conciencia y la popularidad de la grosella negra están creciendo una vez más, con una serie de productos de consumo que ingresan al mercado estadounidense.

## Utilidades

### Medicina

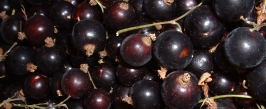
La grosella es una baya rica en vitamina C.

Científicamente, se ha demostrado que el aceite de semilla de grosellero negro tiene un moderado efecto inmunológico atribuible a su capacidad para reducir la producción de prostaglandina E2.
Otros estudios le atribuyen a la baya de grosellero negro propiedades antioxidantes, antiinflamatorias y antimicrobianas.
Además, el grosellero negro tiene una gran cantidad de vitamina C por lo que tradicionalmente ha sido usado para prevenir enfermedades como el escorbuto.

### Repostería
Se utiliza como ingrediente de tartas, sorbetes, gelatinas y confituras. En cocina, se usa como fondo de platos y puré.
En Francia se elabora como licor llamado crema de casis. La crème de cassis (en español ‘crema de grosella negra’) o liqueur de cassis es un licor dulce rojo oscuro hecho con grosella negra, originario de la región de Borgoña, en Francia. De consistencia cremosa y concentrada, se suele tomar mezclada con otras bebidas, por lo que se emplea como ingrediente de varios cócteles. Es especialmente conocida por el kir, el nombre dado a la antigua bebida aperitiva blanc cassis, en la que se mezcla la crème de cassis con vino blanco seco, generalmente un Borgoña aligoté. Este tipo de crema surgió en 1841 en la ciudad de Dijon, región de Borgoña, como una versión moderna de la antigua ratafía de grosella negra de siglos anteriores, a la que pronto desplazó.

### Cultivares e investigación

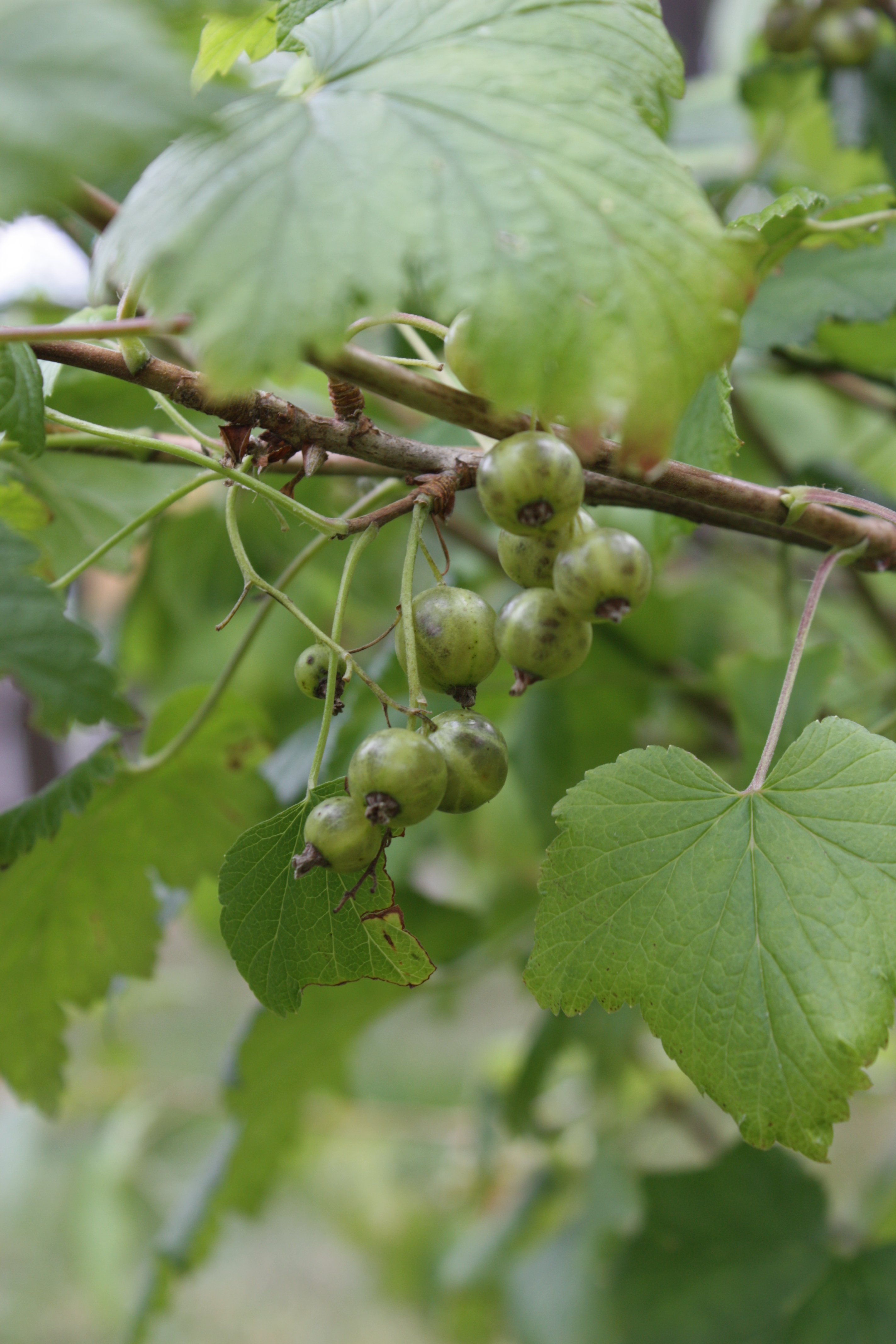
La grosella verde es una variante de la grosella negra cultivada en Finlandia. Sus bayas carecen de un color oscuro y de un aroma casi totalmente fuerte típico de la grosella negra. Este cultivar se llama 'Vertti'.

Hay muchos cultivares de grosella negra. 'Baldwin' fue el pilar de la industria durante muchos años, pero en la actualidad ha sido sustituido en gran medida por variedades más productivas y resistentes a las enfermedades. Durante el siglo XX en Europa se han realizado muchos trabajos de hibridación para reducir la susceptibilidad de la planta a las enfermedades y a las heladas y también para aumentar el rendimiento. Este esfuerzo se centró principalmente en Escocia, Polonia y Nueva Zelanda.
En Gran Bretaña, el Scottish Crop Research Institute (Instituto Escocés de Investigación de Cultivos) se encargó de desarrollar nuevas variedades adecuadas para el cultivo en el norte del país. Produjeron nuevos cultivares que tenían mayor tolerancia al frío, especialmente en primavera, maduraban antes y de forma más uniforme y tenían mayor resistencia a las enfermedades fúngicas. La tolerancia a las heladas se mejoró mediante la selección de la floración tardía y la investigación genética identificó los genes implicados en la resistencia al ácaro de las agallas y al virus de la reversión de la grosella negra. Ben Lomond" fue la primera de las variedades "Ben" y se comercializó en 1975. A ésta le siguieron otros cultivares para la industria del zumo, como "Ben Alder" y "Ben Tirran". El cultivar 'Ben Hope' fue lanzado en 1998 con una mayor tolerancia al ácaro de la agalla, y en el mismo año, 'Ben Gairn' estuvo disponible. Muestra resistencia al virus de la reversión. Para los jardineros y el mercado de recogida, se introdujeron 'Ben Sarek', 'Ben Connan' y 'Big Ben' y tienen bayas grandes y dulces. Los cultivares 'Ben Connan' y 'Big Ben' han ganado el Royal Horticultural Society's Award of Garden Merit. y se están desarrollando continuamente nuevas variedades para mejorar la tolerancia a las heladas, la resistencia a las enfermedades, la cosecha a máquina, la calidad de la fruta, el contenido nutricional y el sabor de la fruta.
Las variedades que producen frutos verdes, de sabor menos fuerte y más dulce que las típicas grosellas negras, se cultivan en Finlandia, donde se denominan "grosellas verdes" (viherukka). En Polonia, el Instituto de Investigación de Horticultura ha trabajado en la mejora de la grosella negra en lo que respecta a la resistencia a las enfermedades y las plagas, la calidad de la fruta, las adaptaciones a las condiciones locales y la cosecha mecánica. Los investigadores han cruzado diversas variedades e introducido material genético interespecífico de la grosella espinosa (Ribes grossularia), la grosella roja (Ribes rubrum) y la grosella de flor (Ribes sanguineum). La descendencia resultante se retrocruzó con R. nigrum. Los cultivares producidos incluyen "Tisel" y "Tiben" en 2000 y "Ores", "Ruben" y "Tines" en 2005. Se están probando otros cultivares 'Polares' y 'Tihope'. Desde 1991, Nueva Zelanda se ha convertido en un importante centro de investigación y desarrollo, ya que su clima templado es especialmente adecuado para el cultivo. Los programas de mejora se centran en el rendimiento, el tamaño grande de los frutos, la consistencia de la cosecha y el hábito vertical.
En Norteamérica, es necesario que esta fruta tenga resistencia a la roya del pino blanco. Allí se han desarrollado nuevos cultivares como 'Crusader', 'Coronet' y 'Consort' mediante el cruce de R. nigrum con R. ussuriense y éstos muestran resistencia a la enfermedad. Sin embargo, la calidad y el rendimiento de estas variedades son pobres en comparación con las cepas no resistentes y sólo Consort es autofértil de forma fiable. El retrocruzamiento de estas variedades con un progenitor ha dado lugar a nuevas cepas, como la 'Titania', que tienen un mayor rendimiento, una mejor resistencia a las enfermedades, son más tolerantes a las condiciones climáticas adversas y son adecuadas para la recolección con máquinas. Dos nuevas versiones de un programa de mejora de grosellas negras en la Columbia Británica, Canadá, 'Blackcomb' y 'Tahsis', fueron seleccionadas por su inmunidad a la roya del pino blanco y su tolerancia a las heladas.